# Vantelle
La vantelle est une vanne à guichet coulissant dans un cadre. Il existe plusieurs fonctions  et plusieurs synonymes associés à ce terme.
Étymologiquement, le terme est dérivé de « vent ». L'orthographe a varié suivant les contextes (voir ventail / vantail).

## Homonyme
- Vantell : cape de fourrure, pour le deuil des femmes de Bourg-de-Batz.

## Dans lesécluses
Le mot s'écrivait à l'origine « ventelle », et désignait spécifiquement le registre d'un orgue (laissant passer le vent).
Une vantelle est une petite vanne en métal coulissant dans des glissières et placée sur le vantail ou porte de l'écluse. Sa fonction est de remplir ou de vider le sas et d'équilibrer la pression de chaque côté des vantaux pour en faciliter la manœuvre d'ouverture.
La vantelle, à l'origine se manœuvrait par un long manche (ou brimbale), mais dans les écluses contemporaines elle est commandée par un cric à manivelle, dans les très hautes écluses la commande est hydraulique ou électrique.
La forme peut être glissante et pleine, glissante à jalousie ou tournante pour les fortes pressions.
Une des premières représentations connues figure sur un dessin de Léonard de Vinci au Clos Lucé d'Amboise (Indre-et-Loire).

## Sur les canaux d'irrigation
Par extension : petite vanne placée sur un canal d'irrigation pour en barrer ou en dévier le cours. Dans ce contexte, le terme martelière est plus courant.

## En robinetterie
Petite valve pour couper ou rétablir la circulation de l'eau dans une conduite.